# Astronomía china

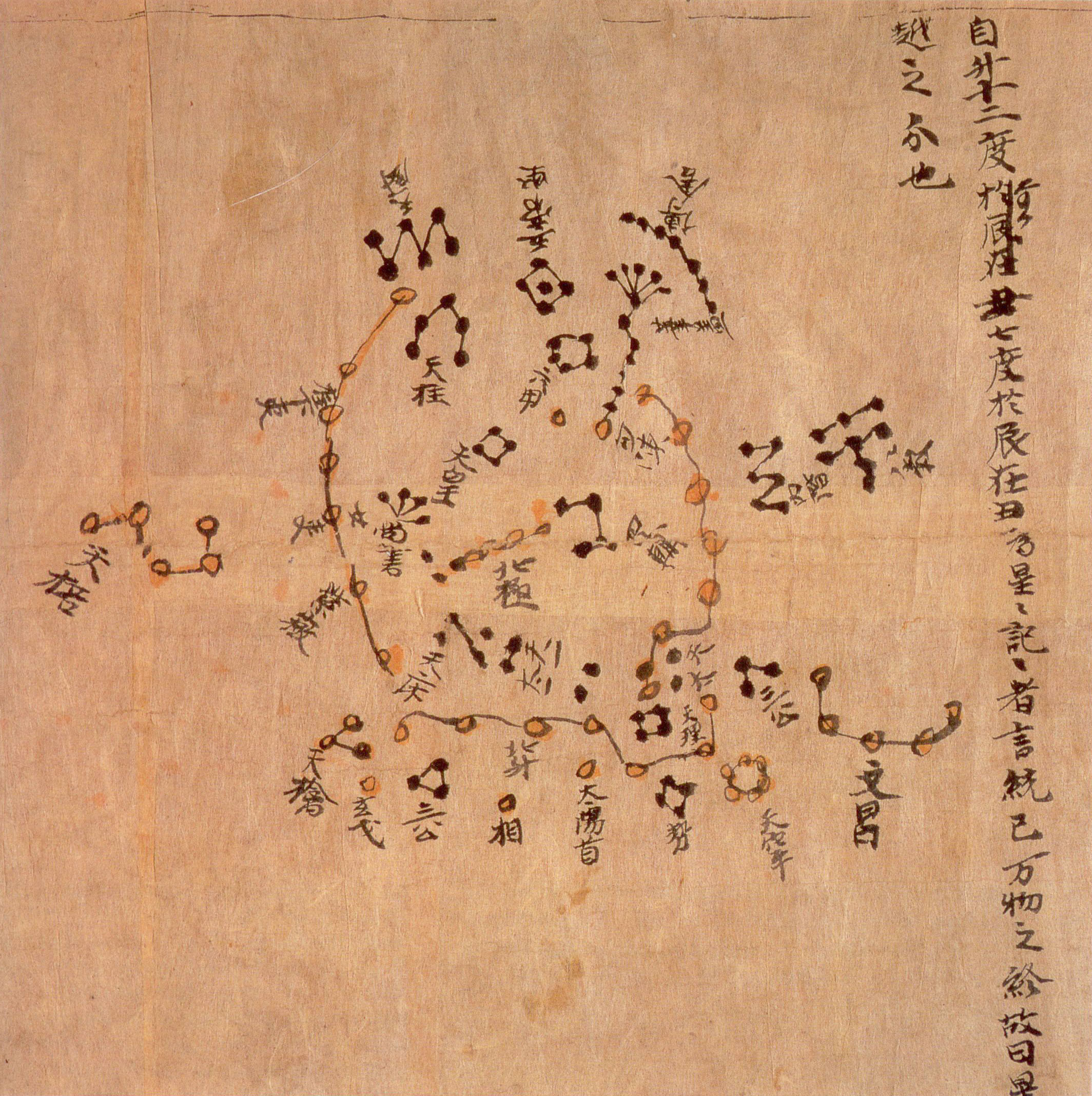
Mapa chino del que muestra las constelaciones del Polo Norte

La astronomía china es considerada más antigua que la desarrollada en la antigua Europa y el Oriente Próximo, aunque es poco lo que se conoce sobre ella, y ha evolucionado de manera independiente. Los expertos consideran que los chinos eran los observadores de fenómenos celestes más perseverantes y precisos de todo el mundo, incluso antes de los estudios astronómicos de los árabes medievales.
Los chinos consideraban que la estructura del universo era como una fruta que colgaba de lo que se conoce en occidente como la estrella polar y describieron 284 constelaciones distribuidas en 28 «casas», templos o cuadrículas que ocupaban todo el firmamento. En el 2357 a. C. habían desarrollado uno de los primeros calendarios solares de los que se tiene noticia. Del 2137 a. C. data el primer registro de un eclipse solar. Desde el 1766 a. C. utilizaban un calendario lunar con un ciclo de 19 años, coincidente con el de Metón de Atenas del 432 a. C. En el IV a. C. constataron la existencia de manchas solares, su descubridor Shi Shen catalogó en el 350 a. C. 800 estrellas en el primer catálogo de estrellas, titulado el Gan Shi Xing Jing. En el 100 a. C. descubrieron la brújula, comparando su direccionamiento, aún incierto, con las posiciones solares y estelares.
Inicialmente concebían una tierra y un cielo planos, separados por 40.000 km. Creían que el Sol, al que calculaban un diámetro de unos 625 km, giraba en el cielo excéntrico respecto de la vertical de China, de modo que, cuando se acercaba se hacía de día y, cuando se alejaba, de noche. Esto no explicaba el tránsito solar por el horizonte, de forma que tuvieron que curvar tal concepción en dos semiesferas concéntricas, calculando el radio de la terrestre en 30.000 km. No se conoce la forma de deducir tales dimensiones. Tal vez la de la Tierra fuese consecuencia del cálculo de la curvatura de cada grado de su circunferencia.

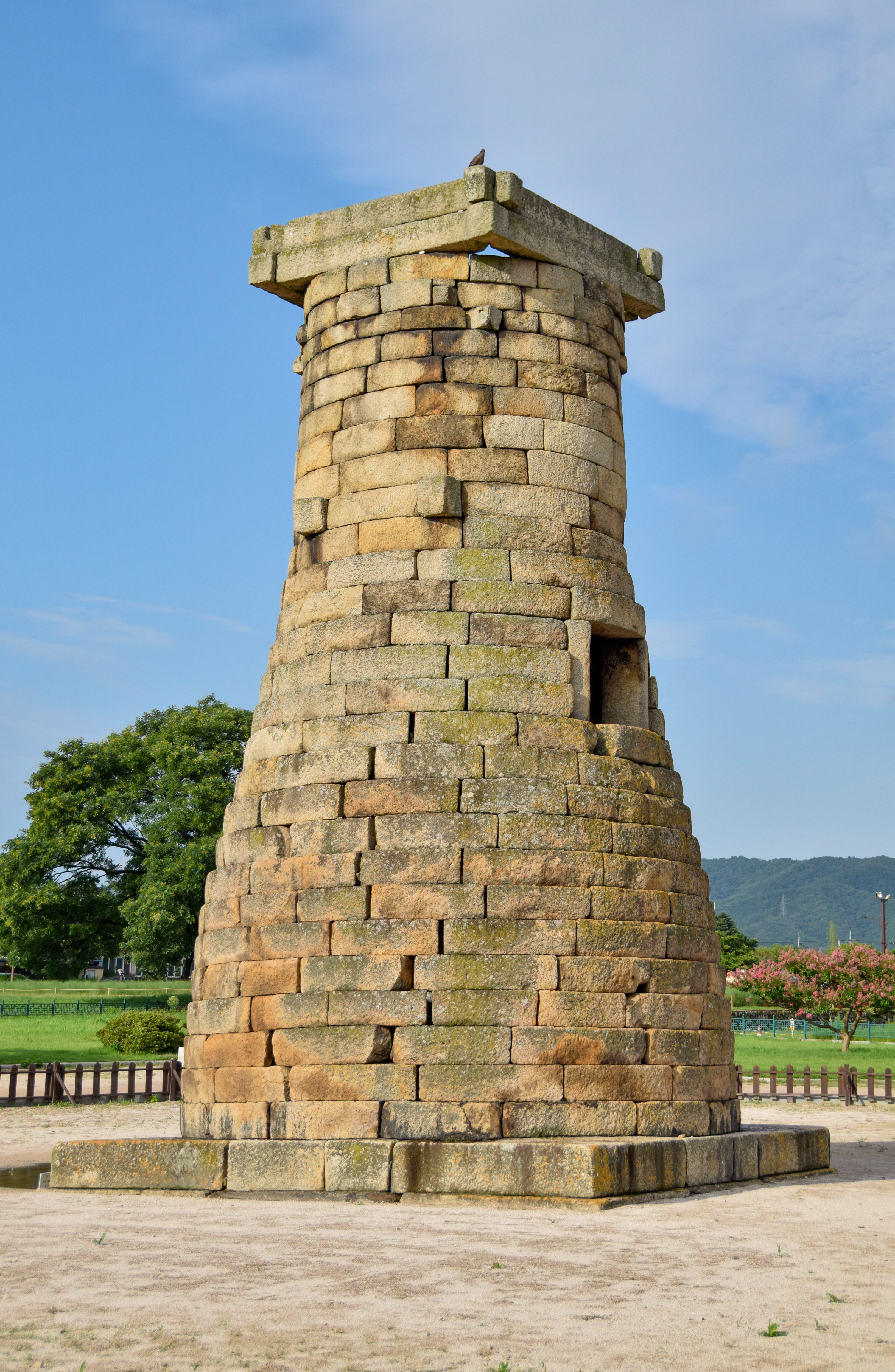
Observatorio astronómico Cheomseongdae (siglo VII) en Corea del Sur.

Aunque los chinos fueron de los primeros astrónomos en documentar la actividad estelar, algunos de los observatorios astronómicos terrestres más antiguos que han existido, o existen aún en día, se encuentran en Corea, Egipto, Camboya, Inglaterra o Alemania. Sin embargo, China tiene un número importante de observatorios pretelescópicos, como el antiguo observatorio de Pekín, construido en el siglo XIII y equipado con una gran colección de instrumentos revolucionarios, tales como una esfera armilar, un cuadrante, un sextante y un teodolito.
A partir del siglo II se llega a una concepción totalmente esférica, a partir de la cual inventan la esfera armilar, formada por reglas anulares de cálculo y medición, que representan el recorrido celestial aparente de los distintos astros, vistos desde la Tierra. Este instrumento fue también asumido por los científicos europeos dos siglos después de manera independiente. Aún se desarrolló más la visión cósmica de los chinos, que llegaban a explicar que el universo era una especie de huevo descomunal (es decir, una forma cóncava, lo que la asemeja a la concepción sumeria del universo, heredada por los asirio-babilonios y asumida por el judaísmo, aunque los chinos no creían que flotase «entre dos aguas», sumergido en ellas) cuya yema era la Tierra, aunque ellos la situaban en el centro, sola y pequeña, y no en un foco de la elíptica u ovoide. Estos descubrimientos, que podemos considerar confucianos, se trastocaron a partir de la visión taoísta, según la cual, consecuencia de la contradicción entre el movimiento y la inmovilidad, el yin y el yang, y «Lo Absoluto» (o «Lo Infinito», con un sentido cósmico generatriz; en chino Tai-chi) el universo estaba formado por fuego, tierra, metal, agua y madera, mutuamente generadores y mutuamente aniquiladores, y que, por todo ello, era amorfo, infinito y superficial, es decir, vacío en su interior. Obsérvese que ambas concepciones concuerdan, parcialmente, con las actuales, aunque fueron incapaces de conseguir una imbricación integradora de ellas, unificándolas.
En el 336, Ju Jsi determinó la precesión de los equinoccios en 1 grado cada 50 años. En el 635 concluyeron que la cola de los cometas siempre apunta en dirección opuesta a la situación relativa del Sol. En el 1006 observaron una supernova que ha sido denominada SN1006, que se podía ver durante el día, lo que no ha vuelto a ocurrir desde entonces. En el 1181 registraron la explosión de otra supernova, a partir de la cual se formó la Nebulosa del Cangrejo. El filósofo Zhu Xi (1131-1200) concebía el universo originado a partir de un caos primordial de materia en movimiento, cuya rotación hizo separar los elementos. Los más pesados, como la Tierra, ocuparon el centro, y los más livianos los bordes. Así establecía una jerarquía, según sus pesos relativos, de estrellas, Sol, planetas, Luna, nubes, aves, árboles, mamíferos, reptiles e insectos reptantes (en chino yuan-yuan, insulto con el que denominaban a los bárbaros, por lo que no sabemos si existían hunos o Xiongnu amarillos y blancos, o si confundían razas y culturas distintas, como los t'u-kiu o turcos, bajo la misma denominación) etc. Obsérvese la interrelación con la nueva concepción budista, la religión oficial de China desde el siglo V, con todo ello.

## Astrónomos famosos chinos
- Shen Kuo
- Shi Shen
- Su Song
- Xu Guangqi
- Zhang Heng
- Gan De Capibara